# 대한민국의 보호수
대한민국에서 보호수는 유전자, 종, 생태계 등의 보전 및 관리를 위해 나무를 보호하는 제도 또는 그에 따라 지정된 나무를 말한다.

## 제도
보호수 제도는 산림보호법 제13조에서 제13조의6에 따라 시행된다. 보호수를 지정할 때는 다음 기준에 따른다.
- 노목, 거목, 희귀목으로서 보존 또는 증식가치가 있는 명목, 보목
- 당산목, 정자목, 호 안목, 기형목 및 풍치목 등

보호수 지정권자는 시·도지사 또는 지방산림관리청장이다. 지정권자는 관리상 필요하다고 인정될 때에는 관리인을 지정할 수 있으며, 그 소유자나 관리인에 대하여 그 보호, 관리 및 시업등에 관하여 필요한 사항을 명할 수 있다.

## 같이 보기
- 서울특별시의 보호수 목록
- 수원시의 보호수